# Massimo Quattrini
Massimo Quattrini (Roma, 26 settembre 1968) è un allenatore di calcio a 5 ed ex giocatore di calcio a 5 italiano.
Affettuosamente soprannominato, fin dall'infanzia, Pippo per l'altezza modesta, Quattrini "appartiene a quella piccola casta di campioni senza tempo che hanno fatto la storia del calcio a 5 italiano".

## Carriera

### Giocatore

#### Club
Proveniente dal calcio a 11, a cui giocò con diverse squadre laziali tra cui il Colleferro Calcio, si avvicina al calcio a 5 nel 1987, praticando le due discipline contemporaneamente fino al 1990 quando, convinto dall'allora presidente della Ericsson Sielte Nino Pandolfi, decide di dedicarsi esclusivamente al futsal.
Con la Ericsson Sielte nella stagione 1991-92 perde la finale scudetto per mano della BNL Calcetto, mentre nella stagione successiva è tra i protagonisti della polemica semifinale ripetuta per errore tecnico (e successivamente persa) contro il Torrino.
Infortunatosi seriamente nel maggio del 1994 (rottura dei legamenti del ginocchio destro), Quattrini rientra il gennaio successivo, ma già a luglio si trasferisce al Torino  dove incontrerà Jesús Velasco. Con i piemontesi Quattrini vince uno scudetto, due coppe Italia e due Supercoppe Italiane. A causa della mancata iscrizione del Torino nella stagione 1999-00 si trasferisce al neopromosso Verona con cui disputa un buon campionato, concluso all'ottavo posto. La stagione successiva raggiunge Velasco al Prato con il quale nei tre anni di militanza vive il suo periodo migliore conquistando due scudetti, una Coppa Italia e una Supercoppa italiana. Nel 2003-04 accetta il doppio ruolo di allenatore-giocatore del San Michele Poggio a Caiano, formazione pratese militante in Serie A2.
Nel 2004 nel ruolo di giocatore scende di categoria (Serie B) e ritorna a Torino, sponda Piemonte, insieme agli ex compagni Vito Cucco e Andrea Cristoforetti; il campionato successivo è di nuovo in Toscana (Serie C1) con la formazione del Valdera.

#### Nazionale
Nel giro della nazionale italiana per tredici anni, Quattrini ha giocato due campionati del mondo: nel 1992 in cui gli azzurri sono stati eliminati nel girone del primo turno, e nel 1996 in cui sono approdati al secondo turno. Sempre con la nazionale ha disputato tre fasi finali del campionato europeo, cogliendo come miglior risultato la medaglia di bronzo nel 1999. Il 15 gennaio 2003 colleziona l'ultima presenza con la nazionale italiana, impegnata in un doppio incontro amichevole contro l'Iran.

### Allenatore
Nel 2006-07 è chiamato alla guida del Prato, nel frattempo retrocesso in Serie A2, ma l'esperienza sulla panchina laniera è infelice e la squadra termina il campionato all'ultimo posto, retrocedendo in Serie B.
Quattrini resta tuttavia nell'organigramma societario, alternando stagioni in panchina e in campo. Per motivi familiari al termine della stagione 2012-13 lascia la prima squadra cittadina per rivestire il ruolo di allenatore/giocatore dei Bulls Prato in Serie C2. Con i torelli vince il proprio girone di serie C2 e la Coppa Italia regionale, approdando nella categoria superiore ma non alla fase nazionale della Coppa perché il regolamento della manifestazione esclude le società di quinto livello.

## Palmarès
- Campionato italiano: 3

Torino: 1998-99
Prato: 2001-02, 2002-03
- Coppa Italia: 3

Torino: 1995-96, 1996-97
Prato: 2001-02
- Supercoppa italiana: 3

Torino: 1997, 1999
Prato: 2002